# Rendőrautó (film)
A Rendőrautó (eredeti cím: Cop Car) 2015-ben bemutatott amerikai thriller, melyet Jon Watts rendezett, Kevin Bacon, Camryn Manheim, James Freedson-Jackson és Hays Wellford főszereplésével.
Az Amerikai Egyesült Államokban 2015. augusztus 7-én mutatták be, Magyarországon DVD-n jelent meg.

## Történet
|  | Alább a cselekmény részletei következnek! |

Két fiatal gyerek, Travis (James Freedson-Jackson) és Harrison (Hays Wellford) járkálnak egy mezőn. Ahogy káromkodva sétálnak, egy szögesdróttal körbevont kerítéshez érnek, majd keresztül mennem rajta. Miközben folytatják sétáikat, egy gyengén fásított területen leülnek, ahol meglátnak egy rendőrautót. Travis felajánlja Harrisonnak, hogy érintse meg a kocsit. Elutasítja, úgyhogy Travis érinti meg először, mondván, hogy ha utána Harrison is ugyanezt megteszi. Észreveszik, hogy senki sincs ott, ezért a fiúk megpróbálják kinyitni az ajtókat. Harrison felfedezi, hogy a vezetőoldali ajtó nyitva van, így Travis azonnal be is ül. A fiúk játszanak a kocsiban, amíg Travis el nem éri a napellenzőt, és az autó kulcsai az ölébe pottyan. Elindítja a kocsit, majd mindkét fiú egyaránt elbújnak a bokrok mögött. Néhány másodperc múlva Travis visszatér az autóba, és sebességbe teszi. Harrison beül mellé és vadulva elindulnak a szabad fennsíkon.
A következő jelenet a korábban történteket mutatja: egy rendőrautó jön a távolból, és látjuk, hogy Kretzer seriff (Kevin Bacon) száll ki belőle. A férfi kortyolgatja sörét, mielőtt autójának motorháztetőjére helyezné. Eltávolítja magáról az egyenruháját, és megragad egy zsákot a hátsó ülésről. Egy ponyvával letakarja a földet, és a csomagtartóból kihúz egy holttestet rá. Kretzer nehezen küzd, hogy minél messzebbre vonszolja a testet az erdő területére, majd nem sokkal később megáll, mert rájön, hogy az egyik cipő leesett a holttestről. Miután megtalálja a cipőt, leejti a testet egy mély lyukba, mielőtt egy zsákban lévő égési anyagot szórna rá. Elindul vissza az autójához, és arra lesz figyelmes, hogy már nincs ott a helyén. Kretzer felhívja a rendőrséget, mondván a diszpécsernek, hogy a rádiója furcsán működik, így a mobilján hívják fel.
Harrison elkezd játszani a CV-vel, mielőtt megkérné Travist, hogy ő is had vezessen. Egy lezárt kapuhoz érkeznek, amit Harrison az autóval átszakít. Travis megpróbálja Harrisont rávenni a gázpedál erősebb lenyomására, hogy megtudják, milyen gyorsan tud menni az autó, de inkább a másik fiú ül át a vezetőülésbe. Száguldoznak a főúton, csak hogy egy asszony autójának majdnem neki mennek a közlekedősávban. Közben Kretzer egy lakókocsi part felé fut, ahol ellop egy autót. Miután a városon átvezet, megállítja őt egy motorosrendőr. Megússza az igazoltatást, miután rendőrt felhívják egy közelben lévő hamis rablásról, melyre azonnal reagál, ezzel szabadon hagyva a férfit. Felszólítja a diszpécsert, hogy tájékoztassa őt az ellopott seriff rendőrautójáról szóló beszámolóról, és mondja meg a többieknek, hogy hagyják figyelmen a jelentéseket. Ahogy megkapja a többi tiszt, a rádiót átkapcsolják egy másik csatornára, így a régi hetes csatorna segítségével felhívja a fiúkat, de nem válaszolnak neki vissza, mivel Kretzer fegyvereivel és a hátsó ülésen talált felszerelésekkel játszanak. A fiúk meghallják, hogy valaki kiabál az autó csomagtartójából, majd kinyitják és egy véres férfit látnak benne. Elmagyarázza nekik, hogy a zsaru a rosszfiú, és segítséget kér tőlük. Miután képtelen volt kapcsolatba lépni a fiúkkal, Kretzer néhány csomag kokaint lehúz a WC-n. Hangot hall a rádióban, és siet, hogy beszéljen az egyik fiúval arról, hogy megtudja, hol vannak.
A kiszabadított férfi a csomagtartóból a hátsó ülésre küldi a fiúkat, és megpróbál magának rejtekhelyet találni, mielőtt visszasétálna a rendőrautóba és elindulna az úton. Megfenyegeti a fiúkat, hogy ne mondják el a seriffnek, aki az autó tulajdonosa, hogy hol rejtőzködik. Kretzer felbukkan a teherautójával, és lassan lépked a rendőrautó irányába. Miközben beszél a fiúkhoz, érzékeli, hogy valami nincs rendben, ezért elrejtőzik az autó mögött. Az a nő, aki a fiúkkal majdnem összeütközött az úton, megérkezik és az autó felé sétál, a fiúkra kiabálva. Meglátja Kretzert, aki azt hazudja neki, hogy megsérült, és arra kéri a nőt, hogy keresse meg a kulcsokat (abba az irányba, ahol gyanítja, hogy a férfi rejtőzködik). A nő meglátja a csomagtartós férfit elrejtőzve a szélkeréknél, és fegyveres küzdelem alakul ki, melynek során a nőt fejbe lövi a férfi. Mind a seriff, mind a csomagtartós férfi súlyosan megsebesül, mert lelövik egymást. Több próbálkozás után a fiúk, kijutnak az autóból, miután az ablakot kilőtték egy pisztollyal. Travist hasba találta egy megpattanó golyó, így Harrison beül a vezetőülésbe, és elindul, Travist hátradöntve.
A seriff magához ér és beszáll a teherautóba. Beszél a fiúkhoz a CV-n keresztül, miközben üldözi őket, és megpróbálja őket letolni az útról. Harrison meglát egy tehenet az úton kóborolni, és kitér, hogy elkerülje, míg a seriff egyenesen belecsapódik. Miután végül megállította a seriffet az ütközés, Harrison folytatja a város felé haladó utat, az esetlegesen haldokló Travissel, majd a rádióhívásban hallható, melyben válaszokat hallhatnak. 
|  | Itt a vége a cselekmény részletezésének! |

## Szereplők
| Szerep         | Színész                | Magyar hang         |
| -------------- | ---------------------- | ------------------- |
| Kretzer seriff | Kevin Bacon            | Kőszegi Ákos        |
| Harrison       | Hays Wellford          | Straub Martin       |
| Travis         | James Freedson-Jackson | Pál Dániel          |
| Bev            | Camryn Manheim         | Sági Tímea          |
| Férfi          | Shea Whigham           | Barabás Kiss Zoltán |

További magyar hangok: Bor Zoltán, Harcsik Róbert, Élő Balázs, Kis-Kovács Luca, Martin Adél, Sörös Miklós, Papucsek Vilmos, Mohácsi Nóra